# Giuseppe Cassioli
Giuseppe Cassioli (Firenze, 26 ottobre 1865 – Firenze, 5 ottobre 1942) è stato un pittore e scultore italiano.

## Biografia

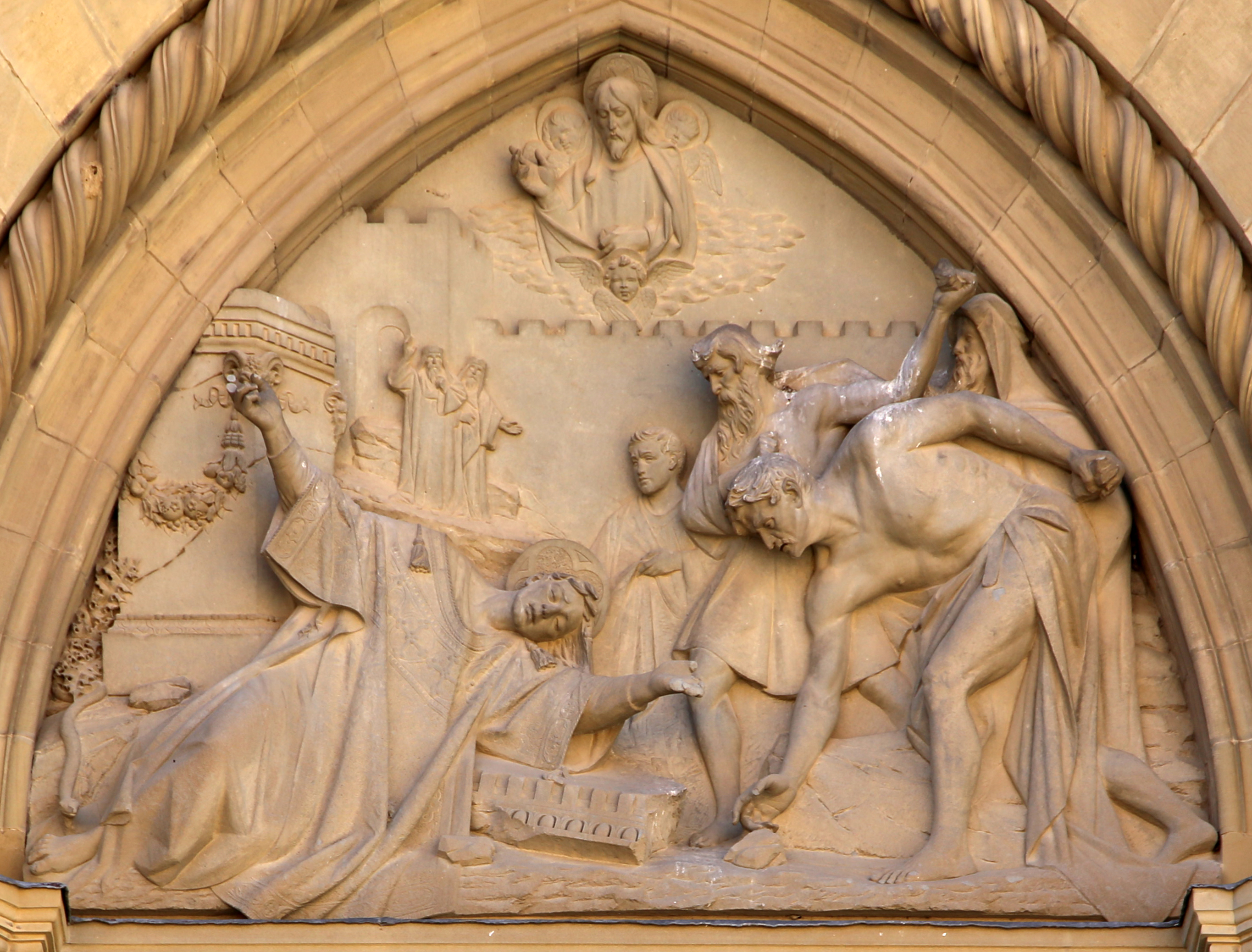
Lapidazione di Santo Stefano sulla facciata del Duomo di Arezzo

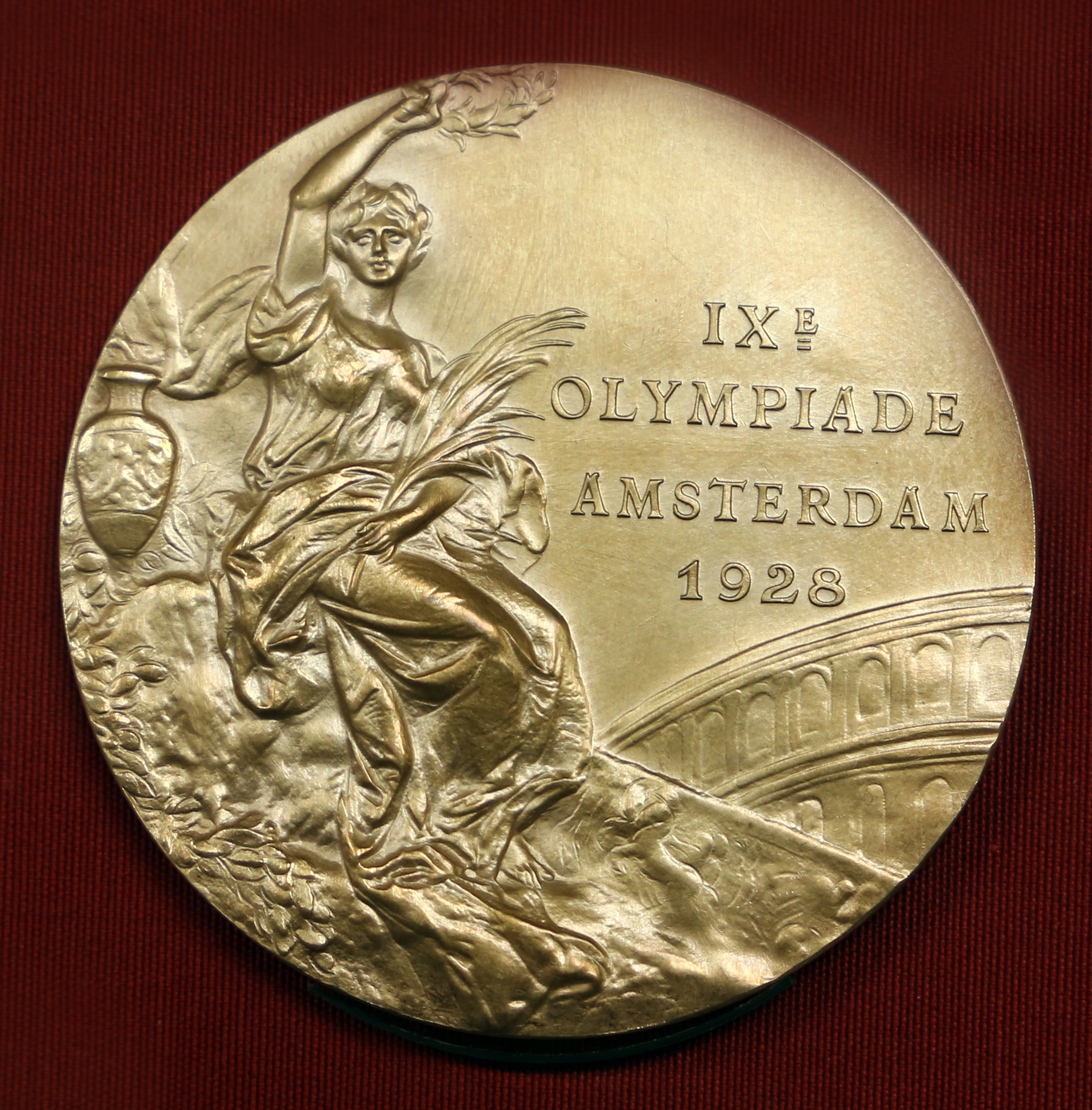
Medaglia d'oro per le Olimpiadi di Amsterdam del 1928

Giuseppe Cassioli nacque da Amos, di cui fu allievo per la pittura, e da Lucrezia Chiari. Per la scultura fu allievo di Tito Sarrocchi. Nel 1885 espose alla mostra dell'Accademia di Belle Arti di Siena il dipinto con la Lotta di Gilliat contro la piovra (Firenze, collezione privata), ispirato al romanzo I lavoratori del Mare di Victor Hugo.
Lavorò nella sala monumentale del Palazzo Comunale di Siena. Nel 1886 partecipò alla mostra della Promotrice Fiorentina con il quadro Luce dell'harem (Firenze, Collezione privata). Nel 1900 fece il monumento di Gioachino Rossini nella Basilica di Santa Croce di Firenze e altri monumenti per Bogotà in Colombia, inoltre fece grandi decorazioni per la sala della Borsa a Odessa, statue, medaglioni, bassorilievi, decorazioni della nuova facciata del Duomo di Arezzo, tutte le pitture che si trovano nella chiesa dei Sette Santi Fondatori a Firenze, la cappella del Settimo centenario a Montesenario.
Nel 1925 eseguì nella chiesa metropolitana di San Pietro a Bologna la pala d'altare con il Sacro Cuore di Gesù tra Santa Margherita Maria Alacoque e Santa Geltrude. Insegnò disegno presso la sede fiorentina dell'Istituto Gualandi, dove eseguì il dipinto L'Effetà (Gesù che guarisce il sordomuto della Decapoli). Nel 1928 eseguì la medaglia per le premiazioni delle Olimpiadi di Amsterdam, medaglia che rimase in uso fino ai Giochi della XXVII Olimpiade del 2000 a Sydney.
Sua è la porta bronzea del portale destro della cattedrale di Santa Maria del Fiore a Firenze: l'opera fu così sofferta, avendo l'artista nei lunghi anni di lavoro subìto critiche, vessazioni, disgrazie e miseria, che nel porre un suo autoritratto, in una delle testine del battente destro, si ritrasse soffocato da una serpe.